# 대구광역시과학교육원
대구광역시과학교육원(大邱廣域市科學敎育院, Daegu Institute of Science Education)은 대구광역시의 과학교육과 영재교육의 진흥을 위하여 대구광역시청 산하에 설치된 직속기관이다.
원장은 장학관이나 교육연구관으로 보한다.

## 연혁
- 1983년 2월 10일: 대구직할시과학교육원 설치
- 1995년 1월 1일: 대구광역시과학교육원으로 변경
- 1997년 4월 1일: 대구광역시교육관으로 흡수
- 1999년 1월 1일: 대구광역시과학교육원으로 분리
- 2003년 11월 17일: 대구광역시교육정보원 분리

## 조직
원장
- 과학교육부
- 영재교육부
- 총무부